# Бирси (Калвадос)
Бирси (фр. Burcy) насеље је и општина у северној Француској у региону Доња Нормандија, у департману Калвадос која припада префектури Вир.
По подацима из 2011. године у општини је живело 377 становника, а густина насељености је износила 32,73 становника/km². Општина се простире на површини од 11,52 km². Налази се на средњој надморској висини од 125 метара (максималној 247 m, а минималној 115 m).

## Демографија
| 1962. | 1968. | 1975. | 1982. | 1990. | 1999. | 2011. |
| ----- | ----- | ----- | ----- | ----- | ----- | ----- |
| 306   | 343   | 334   | 351   | 355   | 346   | 377   |

График промене броја становника у току последњих година